# 김창원 (1968년)
김창원(1968년 6월 22일 ~ )은 대한민국의 서울특별시의회 의원이다.

## 학력
- 삼육대학교 일반대학원 졸업(사회복지학 석사)

## 경력
- 민주당 서울특별시당 도봉구 을 지역위원회 운영위원, 노동위원장
- 동화마루강남 대표
- 2014년 7월 1일 ~ 2018년 6월 30일 : 제9대 서울특별시의회 의원
  - 2016.07 ~ 2018.06 : 제9대 서울특별시의회 후반기 보건복지위원회 부위원장
- 2018년 7월 1일 ~ 2022년 6월 30일 : 제10대 서울특별시의회 의원

## 역대 선거 결과
|  | 47.38% |

|  | 62.16% |